# Shabaz (Bildhauer)
Shabaz war ein Bildhauer im Partherreich. 
Er ist nur von einer Inschrift bekannt, die sich auf dem Sockel einer in Schrein V in Hatra gefundenen Statue befindet. Die von ihm geschaffene Statue stellt Martabu, Priesterin der Ischarbel dar und ist in das Jahr 235 n. Chr. datiert, als Hatra unter römischer Herrschaft stand.